# Giro delle Fiandre 2002
Il Giro delle Fiandre 2002, ottantaseiesima edizione della corsa e valido come secondo evento della Coppa del mondo di ciclismo su strada 2002, fu disputato il 7 aprile 2002, per un percorso totale di 264 km. Fu vinto dall'italiano Andrea Tafi, al traguardo con il tempo di 6h53'00" alla media di 38.354 km/h.
Partenza a Bruges con 192 corridori di cui 107 portarono a termine il percorso.

## Squadre partecipanti
| N.      | Cod. | Squadra                          |
| ------- | ---- | -------------------------------- |
| 1-8     | TAC  | Tacconi Sport-Emmegi             |
| 11-18   | DFF  | Domo-Farm Frites                 |
| 21-28   | RAB  | Rabobank                         |
| 31-38   | BAN  | iBanesto.com                     |
| 41-48   | ACQ  | Acqua & Sapone-Cantina Tollo     |
| 51-58   | LOT  | Lotto-Adecco                     |
| 61-68   | LAM  | Lampre-Daikin                    |
| 71-78   | MAP  | Mapei-Quick Step                 |
| 81-88   | FAS  | Fassa Bortolo                    |
| 91-98   | COA  | Team Coast                       |
| 101-108 | TEL  | Team Telekom                     |
| 111-118 | COF  | Cofidis, le Crédit par Téléphone |
| 121-128 | FDJ  | La Française des Jeux            |

| N.      | Cod. | Squadra                 |
| ------- | ---- | ----------------------- |
| 131-138 | KEL  | Kelme-Costa Blanca      |
| 141-148 | CST  | CSC-Tiscali             |
| 151-158 | SAE  | Saeco-Longoni Sport     |
| 161-168 | BJR  | Bonjour                 |
| 171-178 | C.A  | Crédit Agricole         |
| 181-188 | GST  | Gerolsteiner            |
| 191-198 | ONE  | ONCE-Eroski             |
| 201-208 | PHO  | Phonak Hearing Systems  |
| 211-218 | USP  | US Postal Service       |
| 221-228 | VLA  | Vlaanderen-T Interim    |
| 231-238 | LAN  | Landbouwkrediet-Colnago |
| 241-248 | PAL  | Palmans-Collstrop       |

## Ordine d'arrivo (Top 10)
| Pos. | Corridore          | Squadra                 | Tempo    |
| ---- | ------------------ | ----------------------- | -------- |
| 1    | Andrea Tafi        | Mapei                   | 6h53'00" |
| 2    | Johan Museeuw      | Domo                    | a 21"    |
| 3    | Peter Van Petegem  | Lotto-Adecco            | s.t.     |
| 4    | George Hincapie    | US Postal               | s.t.     |
| 5    | Daniele Nardello   | Mapei                   | s.t.     |
| 6    | Rolf Sørensen      | Landbouwkrediet-Colnago | a 1'12"  |
| 7    | Enrico Cassani     | Domo                    | s.t.     |
| 8    | Gabriele Missaglia | Lampre-Daikin           | a 1'14"  |
| 9    | Mario Cipollini    | Acqua & Sap.            | a 2'37"  |
| 10   | Erik Zabel         | Telekom                 | s.t.     |